# Hórapollón
Hórapollón (4. század? 5. század?) egyiptomi író.
Neve alatt egy „Hierogliphika” című, egyiptomi nyelvből görögre fordított munka maradt ránk, a fordítást egy máskülönben ismeretlen Philipposz végezte. Az eredeti szerző kilétére nézve csak találgatni tudunk: a Szuda-lexikon két Hórapollónról tesz említést. Az egyik az egyiptomi Phenebetisből származott, és I. Theodosius római császár alatt élt Alexandriában és Büzantionban, a görög költőket kommentálta és egy „Temenika” című vallástörténeti munkát is írt, a másikról a lexikon mindössze annyit közöl, hogy egyiptomi származású volt, és Zénón bizánci császár uralkodása alatt élt. 
A munka a hieroglifákkal foglalkozik. A görög fordítás sok helyen téves, a hieroglifikus írásjeleket hamisan magyarázza, amennyiben minden egyes jelet mint önálló fogalmakat kifejező jelekként értelmez, emiatt a későbbi kutatókat – különösen Athanasius Kirchert – félrevezette.

## Magyarul
- Hieroglyphica / Az egyiptomi írás magyarázata; ford. Hajdú Attila, utószó, jegyz. Vígh Éva, bev. Fehér Bence; Lazi, Szeged, 2020 (Antikvitás és reneszánsz könyvek)